# Francisca Herrera Garrido

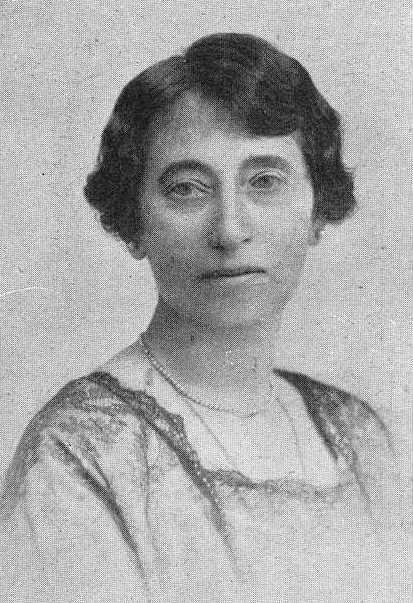
Francisca Herrera Garrido 1926

Francisca Herrera Garrido (* 1869 in A Coruña; † 4. November 1950) war eine spanische Schriftstellerin, die auf Spanisch und Galicisch schrieb. Sie war die erste gewählte Frau in der Real Academia Gallega. Im Jahr 1987 wurde ihr der Día de las Letras Gallegas gewidmet.

## Leben
Garrido wurde in der Calle del Príncipe in A Coruña geboren und war die Tochter einer Adelsfamilie. Ihre Eltern waren Josefa Garrido Matos und Manuel Herrera Hernández. Sie lebte in ihrer Geburtsstadt bis August 1909. In jenem Jahr zog sie mit ihrer Schwester nach Madrid. Sie kehrte jeden Sommer und in der Weihnachtszeit zurück – besonders nach Oleiros, wo sie die Mehrheit von ihrem Werk schrieb – bis sie während des Spanischen Bürgerkriegs für immer nach A Coruña zurückkam.
In der Sitzung vom 4. März 1945 wählte die Real Academia sie zum zahlenmäßigen Mitglied, um Lisardo R. Barreiros Platz zu besetzen. Dadurch wurde sie die erste gewählte Frau bei der Real Academia Gallega. Am 11. April 1945  schickte Herrera ihre Antrittsrede (Titel: „Rosalía de Castro und die Dichter der Rasse“) an den Präsidenten der Akademie, Manuel Casás, begleitet von einem Brief, in dem sie ihre große Begeisterung ausdrückte, Mitglied der Real Academia zu werden.
Am 17. Januar 1947 – fast zwei Jahre später – schickte Casás Herreras Rede an Antonio Cunqueiro Freijomil, damit er eine Antwortrede schreiben konnte. Am 28. Februar 1949 – mehr als zwei Jahre später – schickte Cunqueiro seine Antwort an Casás.
Francisca Herrera konnte nie den Brief lesen, weil sie am 4. November 1950 starb. Obwohl die Autorin Mitglied der Real Academia war, wurde der Beitrittsakt nicht gefeiert. Die Gründe für die Verzögerung bei der formalen Beitrittserklärung sind unbekannt.
Es dauerte weitere 41 Jahre, bis eine weitere Frau einen Sitz in der Real Academia erhielt. Dies war die Schriftstellerin Olga Gallego Domínguez im Jahr 1986.